# Orthosia rifana
Orthosia rifana là một loài bướm đêm trong họ Noctuidae.